# Hans-Jürgen Oehler
Hans-Jürgen Oehler (* 15. Juli 1955) ist ein ehemaliger deutscher Fußballspieler.

## Sportlicher Werdegang
Oehler spielte mit dem DSC Wanne-Eickel in der drittklassigen Verbandsliga Westfalen und wurde mit der von Günter Luttrop trainierten Mannschaft am Ende der Spielzeit 1977/78 Staffelsieger. Nach einem 2:0-Heimsieg und einer 1:2-Niederlage beim 1. FC Paderborn als Meister der anderen Staffel zog der Klub in der Aufstiegsrunde zur 2. Bundesliga, in der hinter dem SC Viktoria Köln als Gruppenzweiter vor dem VfL Wolfsburg und dem 1. SC Göttingen 05 der erstmalige Aufstieg in die 2. Bundesliga gelang. In der Spielzeit 1978/79 war er unumstrittener Stammspieler und verpasste verletzungsbedingt nur ein Saisonspiel, als der Klub auf dem 13. Tabellenrang der Nordstaffel den Klassenerhalt schaffte. In der  folgenden Saison musste er verletzungsbedingt kürzer treten, in 29 Ligaspielen trug er zum elften Tabellenplatz bei. Der DSC gab jedoch freiwillig seine Lizenz ab und zog sich in die Oberliga Westfalen zurück.
Oehler schloss sich dem Zweitligakonkurrenten Rot-Weiß Lüdenscheid an, mit dem er am Ende der Spielzeit 1980/81 auf dem 20. Platz liegend die Qualifikation für die eingleisige 2. Bundesliga verpasste. Mit dem Klub lief er fortan in der Oberliga Westfalen auf, in der Spielzeit 1982/83 wurde er dabei hinter Eintracht Heessen bei Punktgleichheit und gleicher Tordifferenz nur aufgrund weniger geschossener Tore Vizemeister.
1985 wechselte Oehler zum mittlerweile in SC Eintracht Hamm umbenannten Ligakonkurrenten, der nach dem Zusammenbruch der Hammer Bank als Hauptsponsor zunehmend in Schwierigkeiten geriet und letztlich am Ende der Oberliga-Spielzeit 1986/87 abstieg. Später spielte er noch für den 1. FC Recklinghausen, der ab 1990 in der Oberliga Westfalen antrat.
Später war Oehler als Trainer im Amateurbereich tätig.
Oehler engagierte sich zudem später als Kommunalpolitiker für die CDU in seiner Wohnstadt Herne, wo er im Stadtrat saß.